# Serrat de la Traïna
El Serrat de la Traïna és un serrat contrafort de la muntanya de Sant Corneli, pel seu vessant nord, en el terme municipal de Conca de Dalt, en el seu vell terme d'Aramunt.
Pot considerar-se que arrenca cap al sud-sud-est des de davant de la mateixa població d'Aramunt, des d'on s'enfila cap a la Muntanya de Sant Corneli. És paral·lel al Serrat dels Corrals, que queda a ponent, i el Serrat Gros, que s'estén a llevant.